# Studor v Bohinju
Studor v Bohinju je gručasto naselje v Občini Bohinj, na pobočju Rajna pod goro Studor (1002 mnm). Skozi naselje teče potok Vrčica, v turističnem smislu pa je verjetno najbolj poznan po skupini dvojnih kozolcev (na sliki desno) na travniku pod naseljem. Ta predel se imenuje Pri stogih, sicer pa so osrednji deli vasi še Na koritu, Na gorici in V grabnu. V Studorju se nahaja hiša-muzej (št.16), imenovana Oplenova hiša, nedaleč od nje pa je za turiste zanimiv ranč z islandskimi konji.
V preteklosti so se prebivalci Studorja večinoma ukvarjali s planšarstvom, tj. selitveno pašno živinorejo, preko poletja so ovce in krave vodili na bližnje in daljnje senožete in planine (npr. Voje, Uskovnica, Vogar, Planina Blato, Krstenica, Dedno polje, Velo polje, itd.)
- Skupina kozolcev in nad njo vrh Studor
- Oplenova hiša, vhod